# برناردین اواریستو
برناردین اواریستو (انگلیسی: Bernardine Evaristo؛ زادهٔ ۱۹۵۹ لندن از پدری نیجریه‌ای و مادری بریتانیایی) رمان‌نویس، نقاد، شاعر، نمایشنامه‌نویس، فرهنگستان اهل بریتانیا است.
کارش را نخست با نوشتن نمایشنامه‌هایی برای شبکه‌های مختلف رادیو لندن آغاز کرد و پس از آن به دنیای رمان‌نویسی قدم گذاشت. اواریستو علاقه بسیاری به تحقیق و پژوهش پیش از انتشار هر اثر دارد، نویسنده شناخته‌شده تحسین‌شده‌ای در انگلستان است. رمان «دختر، زن، دیگری» هشتمین اثر اواریستو است که باعث شد اولین نامزدی‌اش برای جایزه ادبی بوکر به برنده شدن منجر شود. داستان این کتاب دربارهٔ زندگی ۱۲ شخصیت است که بیشتر آنها سیاه‌پوست، بریتانیایی و زن هستند. اواریستو، اولین زن سیاه‌پوستی است جایزه ادبی من بوکر را دریافت می‌کند.